# Stenelmis sandersoni
Stenelmis sandersoni är en skalbaggsart som beskrevs av Musgrave. Stenelmis sandersoni ingår i släktet Stenelmis och familjen bäckbaggar. Inga underarter finns listade i Catalogue of Life.